# Rupert Kniele
Rupert Kniele (* 18. März 1844 in Betzenweiler; † 31. Juli 1911 in Allmendingen) war ein deutscher Arzt und Pionier der Plansprache Volapük.

## Leben
Kniele begann sein Wundarztstudium in Tübingen 1861. Ab 1863 war er zwischenzeitlich als Hilfswundarzt in Biberach tätig, bevor er 1866 sein Examen ablegte und in Schemmerberg als Wundarzt und Geburtshelfer praktizierte. 1885 zog er nach Allmendingen, wo er bis zu seinem Tod lebte. 

## Volapük
Kniele befasst sich schon früh mit der 1879 veröffentlichten Plansprache Volapük und wurde für anderthalb Jahrzehnte einer ihrer wichtigsten Exponenten. 1882 lernte er sie systematisch und wurde noch im gleichen Jahr einer der ersten Volapük-Lehrer. Er warb lokal, regional und später international für die Durchsetzung des Volapük. In Alberweiler brachte er 1882 mit 14 Gleichgesinnten einen „Weltspracheverein“ auf den Weg, aus dem sich der spätere „Erste Württembergische Weltspracheverein“ entwickelte. Kniele gehörte im August 1884 zum Leitungsteam des ersten internationalen Volapük-Kongresses in Friedrichshafen, der die Bekanntheit der Plansprache erheblich steigerte. 1890 gründete er die Schwäbische Weltsprachezeitung, die einerseits als Werbemittel gedacht war, aber auch eine hinderliche Lagerbildung in der Volapük-Bewegung eindämmen sollte. Sie erschien bis 1895.
Volapük-Erfinder Johann Martin Schleyer hatte Kniele zunächst als seinen Nachfolger an der Spitze der Bewegung vorgesehen, aber nach Konflikten mit Schleyer, bei denen es um Reformen an Grammatik und Wortschatz ging, verließ Kniele die Volapük-Bewegung 1895.

## Ehrungen
- In Allmendingen gibt es seit 1985 einen Rupert-Kniele-Weg.[1]

## Veröffentlichungen (Auswahl)
- Der erste Kongress der Weltsprache-Freunde. Allmendingen 1884
- Weltsprachliche Humoristika. Eine Sammlung kurzer Scherze, Witze etc. Deutsch und weltsprachlich. Nebst einem Anhang bekannter Gesellschaftslieder. Überlingen 1884
- Deutsch-weltsprachliche Handelskorrespondenz. 200 kaufmännische Briefe in 10 verschiedenen Gattungen. Überlingen 1885.
- Weltsprache-Kalender für das Jahr 1886. Konstanz 1886.
- Das erste Jahrzehnt der Weltsprache Volapük. Entstehung und Entwicklung von Volapük in den einzelnen Jahren, nebst Uebersicht über den heutigen Stand der Weltsprache, Weltspracheklubs usw. Überlingen 1889